# Растегаевка (Рязанская область)
Растегаевка — опустевшее село в Милославском районе Рязанской области, входит в состав Горняцкого сельского поселения.

## География
Село расположено на берегу речки Сухая Полотебня в 4 км на север от центра поселения посёлка Горняк и в 8 км на северо-восток от райцентра Милославское.

## История
Троицкая церковь, как видно из окладных книг 1676 года, поставлена была в селе по благословению преосвященного Авраама митрополта Рязанского и Муромского и освящена в 1699 году. На месте старой разобранной за ветхостью в 1878 году была построена новая деревянная Троицкая церковь.
В XIX — начале XX века село входило в состав Измайловской волости Скопинского уезда Рязанской губернии. В 1906 году в селе было 30 дворов.
С 1929 года село входило в состав Казначеевского сельсовета Милославского района Рязанского округа Московской области, с 1937 года — в составе Рязанской области, с 2005 года — в составе Горняцкого сельского поселения.

## Население
| 1859 | 1906 | 2010 |
| ---- | ---- | ---- |
| 192  | ↗200 | ↘0   |